# U.S. Route 10
La U.S. Route 10 (US 10) est une US Route ouest–est située dans le Midwest et la région des Grands-Lacs. Contrairement aux autres US Routes se terminant par un "0", la US 10 n'est pas une route transcontinentale. La US 10 était l'une des routes longue distance originales, reliant Seattle, Washington à Détroit, Michigan. La majorité de son parcours a été retirée lorsque des Interstates ont été construites.
À l'origine, la US 10 était séparée en deux sections par le Lac Michigan. En 2015, le traversier SS Badger entre Ludington, Michigan et Manitowoc, Wisconsin a été officiellement intégré au tracé de la route. Le traversier n'opère seulement qu'entre mai et octobre.
Le terminus ouest de la route est à l'échangeur avec l'I-94 à West Fargo, Dakota du Nord et le terminus est se trouve à l'échangeur avec l'I-75 à Bay City, Michigan.

## Description du tracé
|       | mi     | km       |
| ----- | ------ | -------- |
| ND    | 8,04   | 12,94    |
| MN    | 275,47 | 443,33   |
| WI    | 294,01 | 473,16   |
| MI    | 139,66 | 224,76   |
| Total | 713,18 | 1 147,75 |

### Dakota du Nord
Au Dakota du Nord, la US 10 parcourt environ huit miles (13 km) depuis l'I-94 / US 52 jusqu'à la Red River of the North. Il s'agit d'une des rues est-ouest principales à West Fargo et à Fargo. Durant tout son parcours au Dakota du Nord, elle est nommée Main Avenue. À la Red River, la US 10 traverse sur un pont pour entrer à Moorhead, Minnesota.

### Minnesota
La US 10 est une route principale à chaussées séparées sur presque toute sa longueur au Minnesota. Elle entre dans l'état à Moorhead et passe par Detroit Lakes, Wadena, Staples, Little Falls, Saint Cloud et Elk River. Elle devient une autoroute à Anoka et passe par les banlieues nord de Minneapolis et de Saint-Paul. Elle entre dans cette dernière en multiplex avec l'I-35E et en sort en multiplex avec la US 61. Elle quitte la US 61 tout juste au nord de Hastings comme route à deux voies un peu avant d'entrer au Wisconsin.

### Wisconsin
La US 10 entre au Wisconsin à Prescott et se dirige vers le sud-est en passant par Durand, Neillsville, Marshfield, Stevens Point et Appleton avant d'atteindre son terminus est dans l'état sur les rives du Lac Michigan à Manitowoc. Le service de traversier entre le segment ouest et le segment est est offert entre mai et octobre par le SS Badger vers le Michigan.

### Michigan
Le terminus ouest de la US 10 au Michigan est à Ludington. À partir de l'est de la ville, la US 10 forme un multiplex avec la US 31 jusqu'à Scottville. La route poursuit vers l'est en passant par Baldwin et Reed City avant de devenir une autoroute à l'ouest de sa jonction avec la US 127. Les deux routes forment un court multiplex près de Clare. La US 10 contourne ensuite Midland et se termine lorsqu'elle rencontre l'I-75 à Bay City.

## Intersections majeures
Dakota du Nord
 I-94 / US 52 à West Fargo
 I-29 / US 81 à Fargo
Minnesota
 US 75 à Moorhead. Les routes forment un multiplex dans la ville.
 US 59 à Detroit Lakes
 US 71 à Wadena
 US 169 à Elk River. Les routes forment un multiplex jusqu'à Anoka.
 I-35W aux limites de Mounds View et de Shoreview. Les routes forment un multiplex jusqu'aux limites entre Mounds View et Arden Hills.
 I-694 à Arden Hills. Les routes forment un multiplex jusqu'à Little Canada.
 I-35E / I-694 à Little Canada. L'I-35E / US 10 forment un multiplex jusqu'à Saint Paul.
 I-35E / I-94 / US 52 / US 12 à Saint Paul. L'I-94 / US 10 forment un multiplex dans la ville.
 US 61 à Saint Paul. Les routes forment un multiplex jusqu'à Denmark Township.
 I-494 à Newport
Wisconsin
 US 63 à l'ouest d'Ellsworth. Les routes forment un multiplex jusqu'à l'est d'Ellsworth.
 US 53 à l'ouest d'Osseo. Les routes forment un multiplex jusqu'à Osseo.
 I-94 à Osseo
 US 12 au sud de Fairchild. Les routes forment un multiplex jusqu'au sud-est de Fairchild.
 I-39 / US 51 au nord-ouest de Stevens Point. Les routes forment un multiplex jusqu'à Stevens Point.
 US 45 au sud-est de Fremont. Les routes forment un multiplex sur environ 2,57 miles (4,14 km).
 I-41 / US 41 au nord de Neenah
 I-43 au nord-ouest de Manitowoc. Les routes forment un multiplex jusqu'à l'ouest de Manitowoc.
 US 151 à Manitowoc
 SS Badger à Manitowoc. La US 10 emprunte le traversier pour traverser le Lac Michigan jusqu'à Ludington, Michigan.
Michigan
 SS Badger à Ludington.
 US 31 à Amber Township. Les routes forment un multiplex dans le township.
 US 131 à Richmond Township
 US 127 à Grant Township. Les routes forment un multiplex jusqu'à Clare.
 I-75 / US 23 à Monitor Township